# Maju Ikedžiriová
Maju Ikedžiriová (japonsky 池尻 茉由, * 19. prosince 1996 Kumamoto) je japonská fotbalistka.

## Reprezentační kariéra
Za japonskou reprezentaci v roce 2019 odehrála 6 reprezentačních utkání.

## Statistiky
| Japonsko | Japonsko | Japonsko |
| Roky     | Záp.     | Góly     |
| -------- | -------- | -------- |
| 2019     | 6        | 2        |
| Celkem   | 6        | 2        |